# 吉檀迦利
《吉檀迦利》（直译：“献给神的赞歌”）另譯《頌歌集》，是一部由孟加拉诗人罗宾德拉纳特·泰戈尔所著的诗集。1913年，泰戈尔凭该书获得了诺贝尔文学奖，成为历史上第一个获得诺贝尔奖的亚洲人和非欧洲诺贝尔文学奖得主。

## 发展
原本的孟加拉版诗集收录了156/157首诗歌，并于1910年8月14日出版，英文版诗集收录了103首由泰戈尔自己翻译的诗歌，于1912年11月出版，书中收录了53首《吉檀迦利》原著诗歌的译本，以及50首包括来自他的戏剧《阿查拉亚坦》以及《吉提马雅》（17首诗）、《奈维迪亚》（15首诗）和《开雅》（11首诗）的其他诗歌。
泰戈尔在1912年访问英格兰之前进行了翻译，这些诗歌非常受欢迎。1913年泰戈尔赢得诺贝尔文学奖，成为第一个非欧洲的诺贝尔文学奖得主，这一定程度上归功于他的英文版《吉檀迦利》。
英文版《吉檀迦利》在西方逐渐流行，并被广泛翻译。吉檀迦利（gitanjali）这个词由“歌曲（geet）”和“奉献（anjali）”组成，因此也意味着——“奉献之歌”；但是“anjali”这个词有着很强的宗教内涵，所以标题也可以解释为“祷告的歌”
威廉·巴特勒·叶芝撰写了《吉檀迦利》第一版的序言。